# Coniopteryx triantennata
Coniopteryx triantennata är en insektsart som beskrevs av Monserrat 1994. Coniopteryx triantennata ingår i släktet Coniopteryx och familjen vaxsländor. Inga underarter finns listade i Catalogue of Life.